# Desa Kopo (administrativ by i Indonesien, lat -6,32, long 106,38)
Desa Kopo är en administrativ by i Indonesien.   Den ligger i provinsen Jawa Barat, i den västra delen av landet, 50 km väster om huvudstaden Jakarta.